# Вареж (Владимирская область)
Ва́реж — деревня в Муромском районе Владимирской области. Входит в состав Борисоглебского сельского поселения.

## География
Расположена около реки Ушна в 23 км от Мурома, в 4,9 км от села Молотицы и в 8,1 км от административного центра сельского поселения села Борисоглеб.

## Название
Название деревни происходит от мордовского «Вар», «Вэр», «Вир» — лес и окончания «-еж».

## История
Исторически деревня была разделена на две части — Старый Вареж и Новый Вареж.

### Старый Вареж
В древние времена в окрестностях Мурома жил варяжский князь Варяга со своей дружиной. Позже рядом с его усадьбой возникла деревня Старый Вареж, названная так по имени князя. В 1676 г. о ней упоминалось: «Деревня Варена, а в ней крестьянских тридцать два двора, да бобыльских семь дворов». В конце XVIII века Старый Вареж по генеральному межеванию значился в примечании: «рек Ушны — на левой, Варежки, Юрмановки и Крутца, по обе стороны и речки Переделки — на правой и по обе стороны и при большой из г. Мурома в г. Гороховец дороги; лес строевой и дровяной; земля серо-иловатая; хлеб и покосы средственны». Сведения о числе жителей не сохранилось. Состояла в общем владении: Павла Афанасьевича Авросимова, Прасковьи Александровны Хмелевской, Демьяна Макарьевича Петухова, Анны Петровны Мышецкой, Марьи Николаевны Постельниковой и Василия Ивановича Булыгина. В конце XIX века в деревне числилось 38 дворов, 117 мужчин, 160 женщин, всего 277 человек. Последние владельцы были: Бычков, Глинская, Кондратович, Юматов, Иванов, Постельникова, Стрелецкая и Смирнова. Крестьяне в основном занимались земледелием, а в зимнее время извозом.

### Новый Вареж
В 1870 г. из Старого Варежа часть крестьян выселилась на новое место, основав деревню Новый Вареж. В конце XIX века в деревне было 40 дворов, 126 мужчин, 149 женщин, всего 275 человек. Последняя владелица — баронесса Герта. Крестьяне — земледельцы. В деревне находилась круподёрка с конным двигателем. В зимнее время жители промышляли извозом.

### Современная история
В 1965 году Старый Вареж и Новый Вареж были объединены в один населённый пункт.

## Население
В сумме Новый и Старый Вареж.
| 1859 | 1905 | 1926 | 2002 | 2010 | 2021 |
| ---- | ---- | ---- | ---- | ---- | ---- |
| 331  | ↗620 | ↗851 | ↘58  | ↘25  | ↗33  |

## Археология
Около Варежа были обнаружены многие исторические предметы.
Вареж. Стоянка 1 (Смежное 2), неолит. 1.9 км к югу от деревни, левый берег р. Ушна, восточный берег старицы. Протянулось вдоль берега старицы, площадь ок. 1200 м²., высота над поймой 2 м. Керамика лепная толстостенная, с органическими примесями в глиняном тесте, украшенная ямчатыми вдавлениями неправильной формы и оттисками гребенчатого штампа волосовской культуры, кремнёвые отщепы.
Стоянка 2 (Смежное 3), неолит. 1.8 км к югу от деревни, мыс восточного берега левобережной старицы р. Ушна, 100 м к северо-западу от стоянки 1. Размеры 30-40х8-15 м, высота над поймой 3-4 м. Керамика лепная, с органическими примесями в глиняном тесте, относительно толстостенная, украшенная орнаментом из крупных ямок неправильной формы волосовской культуры, кремнёвые наконечник стрелы, скребок, резец, отщепы.
Поселение (Смежное 1), неолит, эпоха бронзы. 2 км к югу от деревни, мыс первой надпойменной террасы левого берега р. Ушна. Площадь ок. 4000 м²., высота над поймой 0.9-1.0 м. Культурный слой разделяется на два горизонта. В верхнем горизонте найдены обломки лепных сосудов, украшенных под венчиком орнаментом из треугольных и подквадратных вдавлений, Поздняковской культуры, кремнёвые отщепы. Нижний горизонт содержит обломки лепных сосудов полуяйцевидной формы с ямочно-гребенчатым орнаментом, рязанской или балахнинской к-ры. Найдены также кремнёвые наконечник стрелы и отщепы.